# Cystacanthus yunnanensis
Cystacanthus yunnanensis är en akantusväxtart som beskrevs av W. W. Smith. Cystacanthus yunnanensis ingår i släktet Cystacanthus och familjen akantusväxter. Inga underarter finns listade i Catalogue of Life.